# Puffball
Puffball is een Brits-Iers-Canadese thriller uit 2007 onder regie van Nicolas Roeg.

## Verhaal
Een jonge architecte koopt een ruïne in een afgelegen dal. Aan die ruïne is een akelige geschiedenis verbonden. Dat zorgt voor een hoop overlast. Wanneer de architecte onverwacht zwanger wordt, nemen de moeilijkheden grote proporties aan. 

## Rolverdeling
- Kelly Reilly: Liffey
- Miranda Richardson: Mabs Tucker
- Rita Tushingham: Molly
- Oscar Pearce: Richard
- William Houston: Tucker
- Donald Sutherland: Lars
- Leona Igoe: Audrey
- Tina Kellegher: Carol
- Pat Deery: Dr. Holmes